# Skuba
Skuba ist ein Autoteile-Handelsunternehmen in Litauen. Die Unternehmensgruppe erzielte 2005 den Umsatz von 363 Mio. Litas.

## Geschichte
1974 gründete man ein staatliches Autotransport-Unternehmen (valstybinė autotransporto įmonė). 1992 reorganisierte man nach der Privatisierung der Gesellschaft zu "Skuba". Das Unternehmen veränderte die Aktivität von einem Transportunternehmen mit über 500 Autos zu einer Firma, die LKW-Teile, neue RENAULTs und gebrauchte LKWs aller Marken in Litauen, Estland und Russland verkauft sowie die LKWs und ihre Anhänger oder Auflieger repariert. 
Die Tochtergesellschaften sind in Vilnius, Klaipėda, Kaunas, Marijampolė,  Šiauliai, Panevėžys, Utena und in Riga mit Niederlassungen in Liepāja und Rēzekne (Lettland), in Tallinn mit Niederlassungen in Tartu und Pärnu (Estland); in Helsinki mit Niederlassungen in Tampere und Turku (Finnland); in Warschau mit Niederlassungen in Katowice, Lodz, Poznań, Wrocław, Kalisz und Grodzisk Mazowiecki (Polen); in Kaliningrad (Russland);  in Bukarest mit einer Niederlassung in Cluj-Napoca (Rumänien); in Budapest mit einer Niederlassung in Debrecen (Ungarn); in Bratislava (Slowakei), Prag (Tschechische Republik) und Sofia (Bulgarien).
UAB "Skuba" ist Mitglied von TRACE International.